# Peter van der Voort
Petrus Henricus Johannes (Peter) van der Voort (Haarlem, 29 september 1964) is een Nederlandse arts, hoogleraar en politicus, die van februari 2020 tot juni 2023 Eerste Kamerlid was voor de sociaalliberale partij Democraten 66 (D66).
Van der Voort is opgeleid tot intensivist en heeft de intensivecareafdelingen van drie ziekenhuizen geleid. Hij werkte tot 2023 bij het Universitair Medisch Centrum Groningen. Hij heeft daarnaast wetenschappelijk onderzoek verricht binnen de geneeskunde sinds het behalen van zijn doctoraat. Van der Voort staat sinds 2013 aan het hoofd van een executive-masteropleiding aan TIAS School for Business and Society. Zijn onderzoek heeft als focus kwaliteitsverbetering van de intensieve zorg en de invloed van organisatorische veranderingen op de zorg.

## Jeugd en opleiding
Van der Voort is geboren op 29 september 1964 in Haarlem en doorliep daar het Coornhert Lyceum. Hij studeerde geneeskunde tussen 1982 en 1990 aan de Vrije Universiteit Amsterdam en begon het jaar daarna aan een zesjarige opleiding tot internist bij het Academisch Medisch Centrum en het Onze Lieve Vrouwe Gasthuis (OLVG) in Amsterdam. Daarnaast is hij tussen 1996 en 1998 onderwezen op het gebied van intensieve zorg bij het OLVG. In dat laatste jaar ontving hij ook zijn European Diploma in Intensive Care en in 1999 behaalde hij zijn doctoraatsdiploma bij de Universiteit van Amsterdam na drie jaar studeren. Zijn dissertatie had de titel "Helicobacter pylori in the critically ill patient".
Tussen 2004 en 2006 studeerde Van der Voort opnieuw aan de Vrije Universiteit. Ditmaal behaalde hij een Master of Science in epidemiologie.

## Carrière
Na het voltooien van zijn opleiding tot intensivist werd Van der Voort in 1998 aangenomen door het Medisch Centrum Leeuwarden. Hij werkte daar een aantal jaar als afdelingsleider en keerde in 2006 terug bij het OLVG. Daar gaf hij wederom leiding aan de intensivecareafdeling en hij trainde collega's en specialisten in opleiding.
Van der Voort werd in maart 2013 academisch directeur van de executive-masteropleiding Health Administration op de Utrechtse campus van TIAS School for Business and Society, een aan Tilburg University verbonden businessschool, terwijl hij zijn positie bij het OLVG behield. Daarnaast werd hij hoogleraar gespecialiseerd in zorg aan Tilburg University in juli 2014.
In 2017 werd hij politiek actief toen hij lid werd van het bestuur van D66 Friesland. Van der Voort was vanwege die positie interim-voorzitter voor een paar maanden rond de jaarwisseling 2019/2020. Hij stond op plaats negen op de kandidatenlijst van D66 voor de Eerste Kamerverkiezingen in 2019, toen zijn partij zeven zetels won. Van der Voort ontving twee voorkeurstemmen van de vijftig stemmen die D66 kreeg en werd geen senator.
Van der Voort verliet het OLVG in oktober 2019 om te werken bij het Universitair Medisch Centrum Groningen (UMCG) als intensivist en afdelingsleider van de intensivecareafdeling voor volwassenen. Daarbovenop werd hij begin 2020 hoogleraar gespecialiseerd in intensieve zorg aan de Rijksuniversiteit Groningen. In September 2023 vertrok hij bij het UMCG.
Hij nam begin 2020 de senaatszetel over van Alexandra van Huffelen, toen zij staatssecretaris van Financiën werd na het ontslag van Menno Snel. Hij was Eerste Kamerlid van 4 februari 2020 tot en met 12 juni 2023 en bleef actief in zijn andere posities, namelijk als intensivist en hoogleraar in Groningen en als hoogleraar en academisch directeur in Utrecht. Van der Voort is in de Eerste Kamer voor zijn partij woordvoerder op het gebied van hoger onderwijs, financiën en volksgezondheid en hij is lid van de commissies voor Financiën; Onderwijs, Cultuur en Wetenschap; en Volksgezondheid, Welzijn en Sport.

### COVID-19-pandemie
De noordelijke provincies werden minder ernstig getroffen door de coronapandemie, die Nederland in februari 2020 bereikte. Daardoor werden in de intensive care unit van het UMCG, die geleid werd door Van der Voort, voornamelijk patiënten uit andere delen van het land behandeld. De capaciteit werd binnen een maand beginnend eind maart verhoogd van rond de 35 tot 112. Na afloop van de eerste golf van besmettingen, werd de capaciteit verminderd maar bleef de mogelijkheid om deze snel weer op te bouwen. Volgens Van der Voort was het Rijksinstituut voor Volksgezondheid en Milieu te lang afwachtend geweest en had er eerder een behandelplan moeten zijn.
Tijdens twee afleveringen van het tv-praatprogramma Jinek besteedde Van der Voort aandacht aan het feit dat ongeveer 90% van de COVID-19-patiënten op de intensive care van het UMCG obesitas of overgewicht had. Hij was vervolgens medeauteur van een wetenschappelijk artikel waaruit bleek dat obese patiënten met COVID-19 en respiratoire insufficiëntie meer van het hormoon leptine in hun bloed hadden dan een obese controlegroep. Volgens Van der Voort zou dat kunnen bijdragen aan de ernstige ademhalingsproblemen bij sommige mensen met COVID-19 en zou het voedingssupplement resveratrol dit mogelijk kunnen voorkomen. In augustus 2020 ontving het UMCG €450.000 voor een onderzoek onder Van der Voorts leiding naar de relatie tussen COVID-19 en obesitas. Toen de vaccinaties waren begonnen, adviseerde hij zonder succes om eerst mannen van tussen de 50 en 75 met overgewicht en obesitas in te enten om zo het aantal patiënten op de intensive care te verminderen. Hij bleef waarschuwen voor een tekort aan bedden op de intensive care en ondertekende samen met zeven collega's in oktober 2022 een verklaring, waarin ze burgers en de politiek opriepen om alles in hun mogelijkheid te doen om het aantal besmettingen met het coronavirus te verminderen. In een later stadium van de pandemie zei Van der Voort dat er een balans moest worden gevonden tussen de druk van coronapatiënten op ziekenhuizen en de psychologische schade van lockdowns en maatregelen voor de maatschappij.
Na afloop van de gemeenteraadsverkiezingen van 16 maart 2022 werd Van der Voort door de partij SAM gekozen als informateur in zijn thuisgemeente Waadhoeke. Hij stelde op 1 april een coalitie voor bestaande uit SAM, Gemeentebelangen en de FNP en uiteindelijk werd ruim een maand later een coalitieakkoord door deze partijen gesloten. Van der Voort deed in 2023 mee aan de Eerste Kamerverkiezingen als de achtste kandidaat van D66. De partij ontving vijf zetels, waardoor Van der Voorts ambtstermijn per 13 juni ten einde kwam.

## Nevenfuncties
Van der Voort is naast zijn werk actief geweest binnen een aantal organisaties rond de intensieve zorg. Zijn eerste nevenfunctie was als bestuurslid bij de Nederlandse Intensive Care Evaluatie (NICE), die data verzameld van intensivecareafdelingen, van 1998 tot 2010. Ook was hij de voorzitter van Venticare, een onderwijsstichting op het gebied van intensieve zorg, tussen 2004 en 2017 en voorzitter van de indicatorencommissie van de Nederlandse Vereniging voor Intensive Care (NVIC).
Momenteel is Van der Voort actief als voorzitter van de taskforce "Health Economics" bij de European Society of Intensive Care Medicine (ESICM) (sinds oktober 2016) en als secretaris van de Gemeenschappelijke Intensivisten Commissie (sinds september 2017). Die tweede organisatie adviseert opleiders binnen de intensieve zorg.

## Privéleven
Van der Voort heeft een vrouw en drie kinderen.

## Publicaties (selectie)

### Wetenschappelijk
- (en) van den Bemt PM, Fijn R, van der Voort PH, Gossen AA, Egberts TC, Brouwers JR (april 2002). Frequency and determinants of drug administration errors in the intensive care unit. Critical Care Medicine 30 (4): 846–850. DOI: 10.1097/00003246-200204000-00022.
- (en) Boerma EC, Mathura KR, van der Voort PH, Spronk PE, Ince C (september 2005). Quantifying bedside-derived imaging of microcirculatory abnormalities in septic patients: a prospective validation study. Critical Care 9 (6): R601. DOI: 10.1186/cc3809.
- (en) de Jonge E, Peelen L, Keijzers PJ, Joore H, de Lange D, van der Voort PH, Bosman RJ, de Waal RA, Wesselink R, de Keizer NF (december 2008). Association between administered oxygen, arterial partial oxygen pressure and mortality in mechanically ventilated intensive care unit patients. Critical Care 12 (6): R156. DOI: 10.1186/cc7150.
- (en) van der Voort PH, Boerma EC, Koopmans M, Zandberg M, de Ruiter J, Gerritsen RT, Egbers PH, Kingma WP, Kuiper MA (februari 2009). Furosemide does not improve renal recovery after hemofiltration for acute renal failure in critically ill patients: a double blind randomized controlled trial. Critical Care Medicine 37 (2): 533–538. DOI: 10.1097/CCM.0b013e318195424d.
- (en) Oudemans-van Straaten HM, Bosman RJ, Koopmans M, van der Voort PH, Wester JP, van der Spoel JI, Dijksman LM, Zandstra DF (februari 2009). Citrate anticoagulation for continuous venovenous hemofiltration. Critical Care Medicine 37 (2): 545–552. DOI: 10.1097/CCM.0b013e3181953c5e.
- (en) van den Boogaard M, Pickkers P, Slooter AJ, Kuiper MA, Spronk PE, van der Voort PH, van der Hoeven JG, Donders R, van Achterberg T, Schoonhoven L (februari 2012). Development and validation of PRE-DELIRIC (PREdiction of DELIRium in ICu patients) delirium prediction model for intensive care patients: observational multicentre study. BMJ 344: e420. DOI: 10.1097/CCM.0b013e3181953c5e.

### Boeken
- Van der Voort, Peter (2012). Nieren en nierfunctievervanging op de IC: Een praktische handleiding. Venticare, Utrecht. ISBN 978-90-72651-29-7. (in 2018 herziene editie: ISBN 978-90-72651-36-5)
- Van der Voort, Peter (2018). Infecties, bacteriën en antibiotica op de IC: Een praktische handleiding. Venticare, Maarssen. ISBN 978-90-72651-37-2.
- Van der Voort, Peter, Van der Meer, Nardo, Minkman, Mirella (2023). Zorg voor transitie: Naar passend leiden, organiseren en waarderen in de gezondheidszorg. Boom. ISBN 978-90-24451-68-5.

- International Standard Name Identifier: 0000 0003 8700 2617
- NARCIS: PRS1331719
- Nationale Bibliotheek van Israël: 987007392839705171
- Nederlandse Thesaurus van Auteursnamen: 186338848
- Parlement.com: vl5ne3slecf6
- Système universitaire de documentation: 265803624
- Virtual International Authority File: 279871637